# Bernt Michael Holmboe

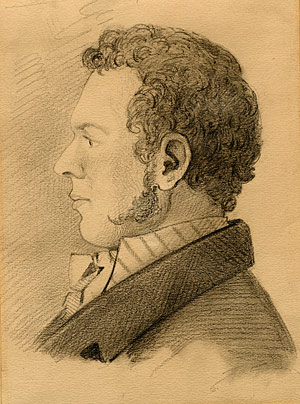
Bernt Michael Holmboe

Bernt Michael Holmboe (* 23. März 1795 in Vang; † 28. März 1850 in Christiania) war ein norwegischer Mathematiker.
Seine Eltern waren der Pfarrer Jens Holmboe und dessen Frau Cathrine Holst. Diese hatten 17 Kinder, von denen neun aufwuchsen, darunter Christopher Andreas Holmboe.
1834 heiratete er in erster Ehe Nikoline Finkenhagen. Sie starb fünf Jahre später. 1842 heiratete er in zweiter Ehe Ingeborg Thorp, geborene Hannestad.

## Ausbildung
Holmboe wuchs auf dem Pfarrhof von Eidsberg auf, wo sein Vater Pfarrer war. Er wurde zunächst mit seinen Brüdern zu Hause unterrichtet. 1810 kam er auf die Kathedralschule in Christiania. 1814 begann er sein Studium. Er war ein eifriger Verfechter des freiwilligen Studentenkorps, das gegen die Schweden aufgestellt werden sollte, die in Norwegen einrückten, um die Einhaltung der Bedingungen des Kieler Friedens zu erzwingen. Er legte das Annenexamen mit Auszeichnung ab. 1815 wurde er Amanuensis bei dem Astronomen an der Universität Christopher Hansteen, der im Jahr darauf Professor für angewandte Mathematik wurde und für den jemand, der die vielen anfallenden astronomischen Berechnungen durchführen konnte, eine große Hilfe war. Nebenbei unterrichtete er am neu eingerichteten Handelsinstitut und studierte in seiner Freizeit zu Hause Mathematik, wie er das schon während der Schulzeit betrieben hatte.

## Didaktisches Konzept
Holmboe hatte sich früh damit befasst, wie Mathematik am besten zu unterrichten sei. Unerwartet erhielt er 1818 an der Kathedralschule in Christiania eine Stelle als Mathematiklehrer, da diese Stelle Ende 1817 plötzlich unter dramatischen Umständen vakant geworden war. Der Rektor wandte sich zunächst an den jüngeren Bruder Christopher Andreas, der auch Schüler der Kathedralschule gewesen war und 1814 ebenfalls sein Studium begonnen hatte. Beide hatten sich in Mathematik ausgezeichnet, der Rektor hielt aber Christopher Andreas für den besseren. Dieser hatte aber inzwischen ein Sprachstudium begonnen, so dass das Angebot nun an Bernt Michael ging, der die Stelle am Neujahr 1818 als Adjunkt antrat.
Im gleichen Jahr schon erhielt er die Verantwortung für den gesamten Mathematikunterricht an der Kathedralschule. Er machte Vorschläge zum Lehrplan in den verschiedenen Klassenstufen und lud zu Veranstaltungen ein, in denen die Lehrer anlässlich der jährlichen Prüfungen reihum ihr jeweiliges Fach vorstellen konnten. Er war der Überzeugung, dass der Grund für die Klagen der Schüler, Mathematik sei „geisttötender und langweiliger Kram“, darin lag, dass man nicht genügend Zeit darauf verwendete, mit den mathematischen Zeichen vertraut zu werden. Es seien diese Zeichen, die die Mathematik von den übrigen Wissenschaften unterscheide. Der Gebrauch dieser Zeichen müsse daher eingeübt werden, und die Lehrer müssten durch dauernde Wiederholung in der Verwendung dieser Zeichen den Schülern deren Bedeutung aufzeigen. Eine solche Einführung in die Mathematik erfordere einen systematischen Vortrag durch den Lehrer. Wenn so viele Abscheu vor der Mathematik empfänden und in einer mathematischen Formel nicht das innere Verhältnis von Ursache und Wirkung erkennen könnten, so liege das an einem unsystematischen Vortrag.
Er bestand darauf, dass die Schüler in Worten ausdrückten, was eine Formel beinhaltet, und umgekehrt, wenn man ihnen den Inhalt einer Formel in Worten vorlegte, müssten sie diesen Text in mathematischen Zeichen wiedergeben können. Wenn der Schüler also die Formel (a + b) − c = (a − c) + b sah, musste er sofort sagen können: Anstatt eine Zahl von einer Summe zweier anderer Zahlen zu subtrahieren, kann man sie auch von einem der Summanden subtrahieren und zum Ergebnis den anderen Summanden addieren. Sein Vorbild war der mathematische Autodidakt Joseph-Louis Lagrange. Dieser war aber, weil er Autodidakt gewesen war, vorsichtig mit Festlegungen, auf welche Weise man am besten Mathematik vermitteln solle. Außerdem war es für die damalige Zeit völlig neu, den Schülern selbständig zu lösende Aufgaben zu geben.
Zwischen 1825 und 1827 verfasste er Lehrbücher in Arithmetik und Geometrie. Sie waren im folgenden Jahrzehnt in allgemeinem Gebrauch und erschienen in mehreren Auflagen. Sie waren sehr abstrakt und theoretisch. In seinem Lehrbuch für Geometrie gab es nur ganz wenige Beispiele, und das Konstruieren hielt er für eine Sichtbarmachung eines Begriffs und nicht für eine Verwendung von Zirkel und Lineal. Der Unterricht sollte den Schüler vor allem in formaler Hinsicht ausbilden, indem er sein Denken zu logischem Schließen nach strenger Ordnung befähigen sollte.

## Der Grundsatzstreit mit Hansteen
So kam es zu einer scharfen Auseinandersetzung mit Christopher Hansteen, der einen völlig anderen Ansatz verfolgte. Es war die erste öffentliche Debatte um ein Lehrbuch in Norwegen – wenn man von früheren Auseinandersetzungen über unterschiedliche Katechismen absieht. Das große öffentliche Interesse an diesem Streit lag in der ganz allgemeinen Auseinandersetzung über die Bildungsziele am Anfang des 19. Jahrhunderts, nämlich der Gegensatz zwischen klassischer Bildung als Kulturvermittlung und anwendungsorientierter Bildung als gesellschaftlichem Nutzen (Neuhumanisten gegen Realisten).
Anlass war eine Buchbesprechung Holmboes zu einem 1835 erschienenen Lehrbuch Hansteens. Dieser fand aus seiner Unterrichtspraxis, dass die Studenten sich zwar gewisse Kenntnisse eingepaukt hatten, aber nicht in der Lage waren, sie anzuwenden. Sie hätten nur auswendig Gelerntes parat, aber verstünden das Gelernte überhaupt nicht. Viele seien nicht in der Lage, mit Zirkel und Lineal einen Winkel zu halbieren, weil sie den Gebrauch von Zirkel und Lineal nicht beherrschten. Sie zeichneten Kreise freihand, „so dass sie eher einer Kartoffel ähnelten“. So könne man keine Geometrie betreiben. Eine Ursache sah er in Holboes rein theoretischem Lehrbuch, und sein eigenes Lehrbuch für die Ebene Trigonometrie sollte dem entgegenwirken. Er verwendete Uhrgläser, Kachelofenröhren und Korkenzieher in seinen Beispielen und erklärte ausführlich den Gebrauch von Zirkel und Lineal. Holmboe erklärte Hansteens Lehrbuch in seiner Buchbesprechung für ungeeignet zum Gebrauch in norwegischen Gymnasien und machte seine Kritik insbesondere an der Definition der Parallele fest, weshalb die Auseinandersetzung zwischen den beiden Professoren der „Streit um Parallelen“ genannt wurde. Dieser Streit zeigt aber, dass beide Kontrahenten nicht auf der Höhe der wissenschaftlichen Erkenntnis der Zeit waren: Die geometrischen Arbeiten Lobatschewskis oder Bolyais waren ihnen offenbar nicht bekannt. Die Diskussion ging aber bald von den Parallelen weg zum Grundsätzlichen gymnasialer Bildung. Gegen Hansteens Kritik, mit freihändig gezeichneten Kreisen könne man keine Geometrie betreiben, wandte Holmboe ein, dass sein Schüler Niels Henrik Abel bei ihm immerhin so Mathematik gelernt habe und man nicht sagen könne, dass dessen Geometrie unbrauchbar sei.
Holmboe entdeckte das mathematische Talent der Mathematiker Abel und Ole Jacob Broch, die beide seine Schüler waren. 1839 gab er die Werke Abels heraus.

## Berufliche Laufbahn
1826 wurde Holmboe Lektor an der Universität und 1834 Professor für Reine Mathematik. Daneben war er auch Lehrer für Mathematik an der Militärischen Hochschule seit ihrer Gründung 1826 bis zu seinem Tod. 1832 bis 1848 war er Mitglied des Aufsichtskomitees für die Versorgungs- und Unterstützungsgesellschaften, das die erste öffentliche Kontrollbehörde für das gesamte Versicherungswesen des Landes war. 1844 gehörte er zu den Gründern von „Den norske Livrenteforening“ (Norwegische Lebensversicherungsgesellschaft) und 1847 wurde er Mitglied der Direktion der Lebensversicherungsgesellschaft „Gjensidige“, die in diesem Jahr von seinem Schüler Ole Jacob Broch gegründet worden war.
Nach Holmboe ist ein Preis benannt, „Holmboeprisen“, der jedes Frühjahr vom norwegischen Mathematikrat an Mathematiklehrer, die sich in der Vermittlung ihres Fachs hervorgetan haben, vergeben und aus dem Abel-Fonds finanziert wird. Der Preis ist mit 100.000 NKr. dotiert und wird zwischen dem Preisträger und seiner Schule aufgeteilt.

## Werke
- Forsøg paa en Fremstilling af Mathematikens Principer, samt af denne Videnskabs Forhold til Philosophien. (Versuch einer Vorstellung der Prinzipien der Mathematik samt deren Verhältnis zur Philosophie) Einladungsschrift der Christiania Kathedralschule. 1822.
- Lærebog i Mathematiken. Første Deel. Indeholdende Indledning til Mathematiken samt Begyndelsesgrundene til Arithmetikken (Lehrbuch der Mathematik. Erster Teil, enthaltend eine Einführung in die Mathematik mit einer Grundlegung der Arithmetik). 1825.
- Lærebog i Mathematiken. Anden Deel. Indeholdende Begyndelsesgrundene til Geometrien. (Lehrbuch der Matemetik. Zweiter Teil, beinhaltend die Grundlegung der Geometrie) 1827.
- „Kort Fremstilling af Niels Henrik Abels Liv og videnskabelige Virksomhed“. (Kurze Darstellung des Lebens von Niels Henrik Abel und dessen wissenschaftlichen Leistungen) in: Magazin for Naturvidenskaberne. 1829.
- Stereometrie. 1833.
- Plan- og sfærisk Trigonometrie. (Ebene und sphärische Trigonometrie) 1834.
- „Om Prof. Hansteens nye Parallellære i hans nye Lærebog i Plangeometrien.“ Buchbesprechung in Morgenbladet 1835 Nr. 339.
- Gjenmæle fremkaldt ved Hr. prof. Hansteens Belysning af min Anmeldelse af hans Lærebog i Geometrien. (Erwiderung auf Herrn Prof. Hansteens Erörterung meiner Buchbesprechung seines Lehrbuchs in Geometrie) 1836.
- Tabel over Solens Declination for Aarene 1819-1831, og for Aarene 1835-1848. Tabelle der Deklination der Sonne für die Jahre 1819–1831 und die Jahre 1835–1848.
- De evolutione functionum cos. nx et sin. nx, dissertatio. 1836. Universitätsprogramm zum Fest aus Anlass des 25. Gründungstages der Universität.

Außerdem gab Holmboe Abels mathematische Werke heraus, weshalb er auch hauptsächlich bekannt ist.